# 1997-es Nickelodeon Kids’ Choice Awards
Ez a tizedik Nickelodeon Kids’ Choice Awards. amelyet 1997. április 19-én rendeztek Grand Olympic Auditorium, Los Angeles, Kaliforniában.

## Győztesek és jelöltek

### Kedvenc filmszínész
- Jim Carrey - A kábelbarát
- Will Smith - A függetlenség napja
- Robin Williams - Jack
- Tom Cruise - Mission: Impossible

### Kedvenc filmszínésznő
- Rosie O'Donnell - Harriet, a kém
- Whoopi Goldberg - Eddie
- Michelle Pfeiffer - Szép kis nap!
- Whitney Houston - Kinek a papné

### Kedvenc film
- A függetlenség napja
- Happy, a flúgos golfos
- Bölcsek kövére
- Twister

### Kedvenc Tv színész
- Tim Allen - Házi barkács
- Jonathan Taylor Thomas - Házi barkács
- LL Cool J - In the House
- Michael J. Fox - Kerge város

### Kedvenc Tv színésznő
- Tia Mowry és Tamera Mowry - Ikercsajok
- Jennifer Aniston - Jóbarátok
- Courteney Cox - Jóbarátok
- Roseanne - Roseanne

### Kedvenc Tv show
- Házi barkács
- Sok hűhó
- Amerika legviccesebb házi videói
- Libabőr

### Kedvenc rajzfilm
- Fecsegő tipegők
- Ace Ventura: Pet Detective
- Dexter laboratóriuma
- A Simpson család

### Kedvenc együttes
- Fugees

### Kedvenc dal
- Fugees - Killing Me Softly

### Kedvenc videó játék
- NBA Jam
- Donkey Kong Country 2: Diddy's Kong Quest
- Super Mario 64
- Toy Story (videó játék)

### Kedvenc film állat
- 101 kiskutya - Pongó  (Dalmata)
- Flipper - Flipper (Delfin)
- Úton hazafelé 2. – Kaland San Franciscóban - Mázli (Amerikai buldog)
- Úton hazafelé 2. – Kaland San Franciscóban - Szeszi (Himalája macska)

### Hall of Fame díjas
- Will Smith

## Nyálkás hírességek
- Rosie O'Donnell

## Fordítás
- Ez a szócikk részben vagy egészben  a(z)   1997 Kids' Choice Awards című angol Wikipédia-szócikk ezen változatának fordításán alapul.  Az eredeti cikk szerkesztőit annak laptörténete sorolja fel. Ez a jelzés csupán a megfogalmazás eredetét és a szerzői jogokat jelzi, nem szolgál a cikkben szereplő információk forrásmegjelöléseként.